# بيلي براون (عداء سريع)
بيلي براون (بالإنجليزية: Billy Brown)‏ هو عداء سريع أمريكي، ولد في 3 أغسطس 1918، وتوفي في 29 ديسمبر 2002.

## وصلات خارجية
- بيلي براون على موقع أوليمبيديا (الإنجليزية)